# Eschweilera beebei
Eschweilera beebei är en tvåhjärtbladig växtart som beskrevs av Henri François Pittier och Scott A. Mori. Eschweilera beebei ingår i släktet Eschweilera och familjen Lecythidaceae. IUCN kategoriserar arten globalt som sårbar. Inga underarter finns listade i Catalogue of Life.